# LINE OFFLINE 上班族
《LINE OFFLINE 上班族》（日语：LINE OFFLINE サラリーマン），為LINE的衍生作品，是从2013年1月7日开始在日本東京電視台（關東限定）播放的5分鐘短篇動畫（泡麵番），描述了各个登场人物在公司中的日常生活。
在台灣，從2013年8月12日起，每週一至週五晚上7點在八大綜合台播出，2014年1月起停播。2021年底，該卡通又重新於東森幼幼台復播並改名為《LINE 在一起》。
在香港，自2017年11月27日起，每週一至週五晚上9點55分在ViuTV播出，但於2018年3月6日起改為每週二至週六深夜12點30分在ViuTV播出。

## 登場人物
MOON（台譯：穆恩、饅頭人副課長）
声 - 森川智之（日本）；張騰（台灣）；陳健豪（香港）
Line Corporation的商品企划科科长。鼻毛經常露出，令同事們嚴重不安是其特色之一。
工作狂，曾經有一個月因加班工作而沒有回家的記錄，因此練成只憑本能而活動同時睡覺的神技。
例如：打瞌睡時用麥克筆在臉上畫上表情而避過部長的偵查（第8集），和邊睡邊在男廁刮鬍子（第10集）。
由於生活作息欠佳，片中常有其鬧肚子的場面。
 CONY（台譯：可妮、兔兔）
声 - 金田晶（日本）；曾詩淳（台灣）；何凱怡（香港）
设计科的OL。一隻情緒化、但基本上活潑開朗的兔子。在自己的辦公桌擠滿零食，令其容易發胖，總是在減肥和反彈間掙扎。
和軟體本身的設定一樣，看似柔弱但情緒容易激動。惟不同之處在於通訊軟體的可尼和布朗是一對。
但在《Line Offline》動畫版本內，可尼跟布朗甚少接觸，反而對詹姆士有傾慕的表現，最要好的異性則是穆恩。
部長
声 - 飛田展男（日本）；李勇（台灣）；陳啟熾（香港）
饅頭人(穆恩)的上司。有点不可靠。但待員工十分好。
 JAMES（台譯：詹姆士課長）
声 - 風間勇刀（日本）； 鈕凱暘（台灣）；簡懷甄（香港）
Line Corporation的社長兒子，超級自戀狂，在自己位子和四周擺放了48面鏡子來確保自己的英俊。
雖然是社長的兒子，但並沒有因此怠懶，在動畫第72集因用默劇表演成功挽救企劃演說的危機而得到美國著名默劇演員的賞識，在公司的引薦下前往美國學習，似乎正為此要跟同伴分開而煩惱中。
 JESSICA（台譯：潔西卡）
声 - 國立幸（日本）；陳貞伃（台灣）；王慧珠（香港）
可尼的知心好友，銷售規劃科的OL。不論在哪個動畫版本中都是大美人。
 BROWN（台譯：布朗、熊大副課長）
最具神秘色彩的人物，只靠肢體語言表達一切。饅頭人(穆恩)的好友。
跟可尼一樣，在通訊軟體中相戀的二人於動畫中只有同事關係（唯一的二人單一相處是第7集兩人下班後一同去喝酒）。
對美食有相當高的要求，有一手好廚藝，在第26集為各同事的飯盒評分（不過最後被指只憑心情評分）。
眾人決定要為布朗的飯盒評分時，卻發現布朗在房間放了流水架，而且在吃新鮮的流水鮭魚。
 SALLY（台譯：莎莉）
声 - 榎本温子（日本）；曾詩淳（台灣）；顧詠雪（香港）
第13話登場。社长的秘书。

## 工作人员
- 導演・劇本 - 田上キミノリ
- 企画 - 舛田淳、安齋進
- 原案協力 - 金大錫、兼保圭介
- 人物设计 - Groove Mogi
- CG导演 - 小林田八、佐藤雄太郎
- 編集 - 東京現像所
- 編集担当 - 山本洋平
- 动画制作 - 西山宗弘
- 制作担当 - 中村龍
- 音響監督 - 渡邊淳
- 効果 - 和田俊也
- 混音 - 宮本賢人
- 音響制作人 - 西名武
- 音響制作担当 - 小室亜紗子
- 音響制作・録音 - HALF H・P STUDIO
- 音樂制作 - 東京電視台Music
- 音樂制作人 - 田中統英
- 音樂 - 末廣健一郎
- 动画制作 - 小学館ミュージック&デジタル エンタテイメント
- 动画制作協力 - ハッピープロジェクト
- 副制作人 - 長谷川友紀、千代島優
- 番組担当 - 白石誠（テレビ東京）
- 制作人 - 神宮字真
- 制作 - 小學館集英社製作
- 制作 - LINE OFFLINE

## 主題曲

作詞、作曲、歌：GReeeeN，編曲：JIN

## 播放电视台
| 播放地方           | 播放電視台 | 播放日期                                          | 播放時間                                        | 放送系列     | 備註                                                            |
| ------------------ | ---------- | ------------------------------------------------- | ----------------------------------------------- | ------------ | --------------------------------------------------------------- |
| 日本（關東廣域圈） | 東京電視台 | 2013年1月7日－9月30日                             | 週一至週三 25:30 - 25:35                        | 東京電視網   |                                                                 |
| 世界各地           | YouTube    | 2013年1月16日－                                   | 逢週三更新                                      | 網路電視     | 小学館集英社プロダクションチャンネルにて 一部エピソードを配信。 |
| 马来西亚           | 八度空間   | 2013年8月5日－10月11日                            | 週一至週五 21:25－21:30                         | 都會電視     |                                                                 |
| 臺灣               | 八大綜合台 | 2013年8月12日－2014年1月14日                      | 週一至週五 19:00－19:05 24:00－24:05（重播）    | 八大電視     | 在娛樂百分百時段播出（首播時段）                                |
| 新加坡             | 佳樂台     | 2016年11月25日－2017年3月10日                     | 週一至週五 22:55-23:05                          | 新加坡電信   | 11點人氣劇和10點重頭劇前播出（連播2集）                         |
| 香港               | ViuTV      | 2017年11月27日－2018年3月2日 2018年3月6日－5月9日 | 週一至週五 21:55－22:00 週二至週六 00:30－00:35 | 香港電視娛樂 | 2017年12月1日、2018年1月1日、4日及3月20日 暫停播映              |